# کیم ریو ووک
کیم ریو ووک (کره‌ای: 김려욱؛ زادهٔ ۲۱ ژوئن ۱۹۸۷) که بیشتر با نام ریو ووک (انگلیسی: Ryeowook) شناخته می‌شود، خواننده، ترانه‌سرا و بازیگر موزیکال اهل کره جنوبی است. او به عنوان یکی از اعضای گروه سوپر جونیور شناخته می‌شود. ریو ووک در سال ۲۰۱۶، با انتشار نخستین آلبوم چندآهنگه (ئی‌پی) خود به نام The Little Prince فعالیت انفرادی‌اش را آغاز کرد.